# Petrovice u Karviné
Petrovice u Karviné (Duits: Petrowitz bei Freistadt) (Pools: Piotrowice koło Karwiny) is een Tsjechische gemeente in de regio Moravië-Silezië, en maakt deel uit van het district Karviná.
Petrovice u Karviné telt 5499 inwoners (2006).

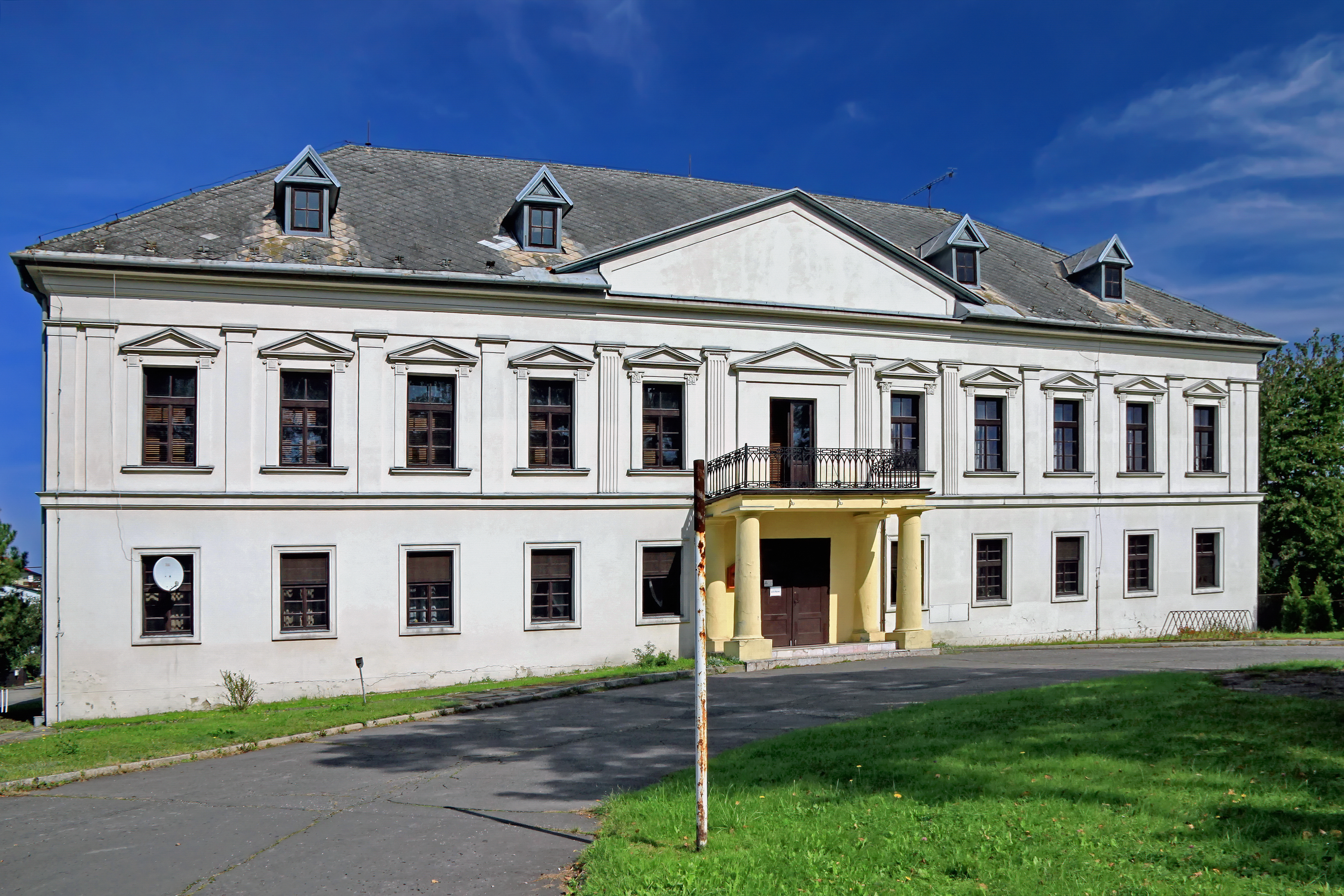
Landhuis
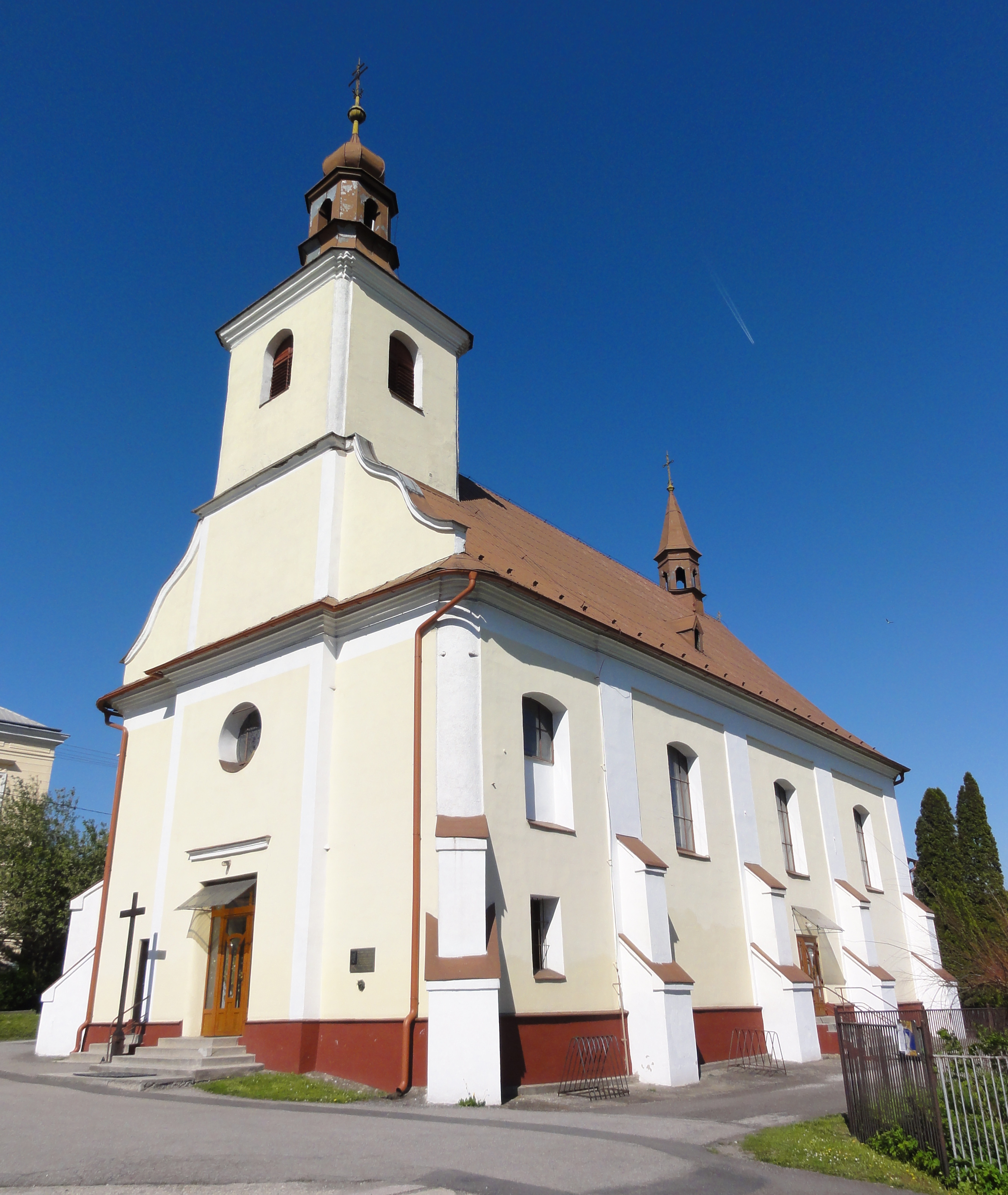
Kerk van Petrovice u Karviné

Albrechtice ·
Bohumín ·
Český Těšín ·
Dětmarovice ·
Dolní Lutyně ·
Doubrava ·
Havířov ·
Horní Bludovice ·
Horní Suchá ·
Chotěbuz ·
Karviná ·
Orlová ·
Petrovice u Karviné ·
Petřvald ·
Rychvald ·
Stonava ·
Těrlicko